# Dvärgspettar

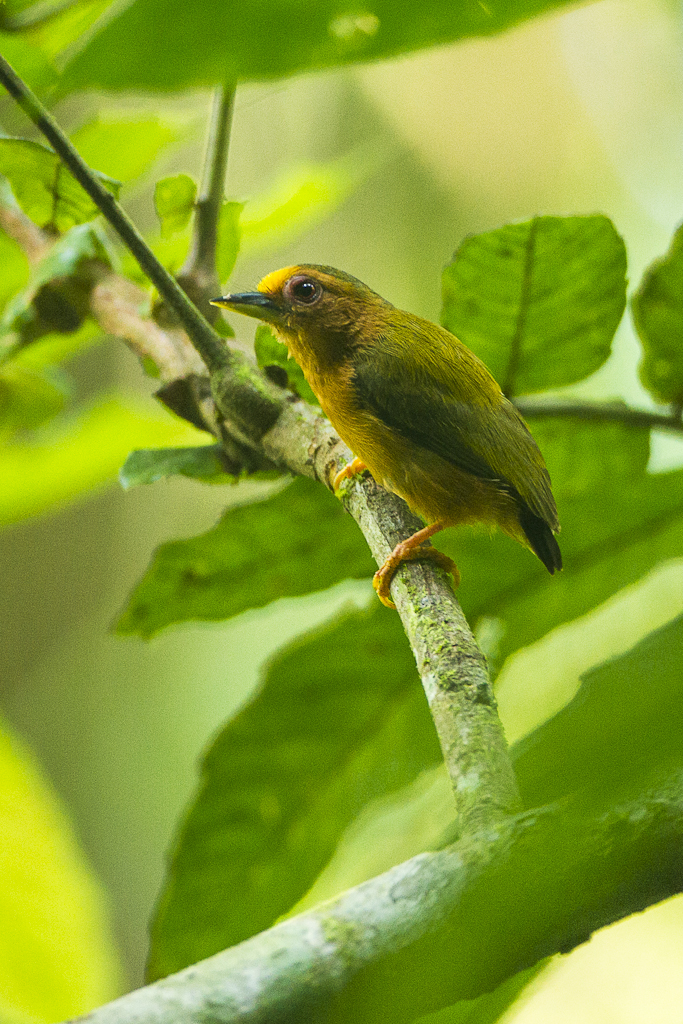
Rostdvärgspett i Thailand.

Dvärgspettar (Picumninae) är en underfamilj inom familjen hackspettar och förekommer främst i tropiska Sydamerika med bara tre arter i Asien och en i Afrika.
Likt de egentliga hackspettarna har dvärgspettarna stora huvuden, lång tunga som de använder för att nå insekter, och en fot två med två tår vända framåt och två tår vända bakåt. De skiljer sig dock genom avsaknaden av  styva stjärtfjädrar som de egentliga hackspettarna använder när de klättrar i träd, varför de mer påminner om sina övriga släktingar som snarare sitter på grenar och liknande än upprätt på en trädstam..
Dvärgspettarnas näbbar är korta och inte så dolkliknande som hos egentliga hackspettar varför de främst födosöker i mjuk multnad ved och återanvänder andra hackspettars bohålor vid häckning istället för att hacka ut egna. Deras ägg är vita.
De är ofta gråa eller matt gröna på ovansidan och har mörkstreckad undersida.

## Arter
Släkte Picumnus
- Fläckdvärgspett (Picumnus innominatus)
- Guldpannad dvärgspett (Picumnus aurifrons)
- Selvasdvärgspett (Picumnus lafresnayi)
- Orinocodvärgspett (Picumnus pumilus)
- Paljettdvärgspett (Picumnus exilis)
- Svartprickig dvärgspett (Picumnus nigropunctatus)
- Tumbesdvärgspett (Picumnus sclateri)
- Fjällig dvärgspett (Picumnus squamulatus)
- Vitbukig dvärgspett (Picumnus spilogaster)
- Guyanadvärgspett (Picumnus minutissimus)
- Vitfläckig dvärgspett (Picumnus pygmaeus)
- Pärlbröstad dvärgspett (Picumnus steindachneri)
- Várzeadvärgspett (Picumnus varzeae)
- Zebradvärgspett (Picumnus cirratus)
- Pilspetsdvärgspett (Picumnus dorbignyanus)
- Rostnackad dvärgspett (Picumnus temminckii)
- Kildvärgspett (Picumnus albosquamatus)
- Ockradvärgspett (Picumnus fuscus)
- Rödbröstad dvärgspett (Picumnus rufiventris)
- Cearádvärgspett (Picumnus limae)
- Alagoasdvärgspett (Picumnus fulvescens)
- Brunbröstad dvärgspett (Picumnus nebulosus)
- Mimosadvärgspett (Picumnus castelnau)
- Marcapatadvärgspett (Picumnus subtilis)
- Olivryggig dvärgspett (Picumnus olivaceus)
- Grå dvärgspett (Picumnus granadensis)
- Kastanjedvärgspett (Picumnus cinnamomeus)

Släkte Sasia
- Afrikansk dvärgspett (Sasia africana)
- Rostdvärgspett (Sasia abnormis)
- Vitbrynad dvärgspett (Sasia ochracea)